# تل حیدری (جهرم)
تل حیدری (جهرم)، روستایی از توابع بخش مرکزی شهرستان جهرم در استان فارس ایران است.

## جمعیت
این روستا در دهستان جلگاه قرار دارد و بر اساس سرشماری مرکز آمار ایران در سال ۱۳۸۵، جمعیت آن ۱۱ نفر (۵خانوار) بوده‌است.